# 稚儿 (历史)

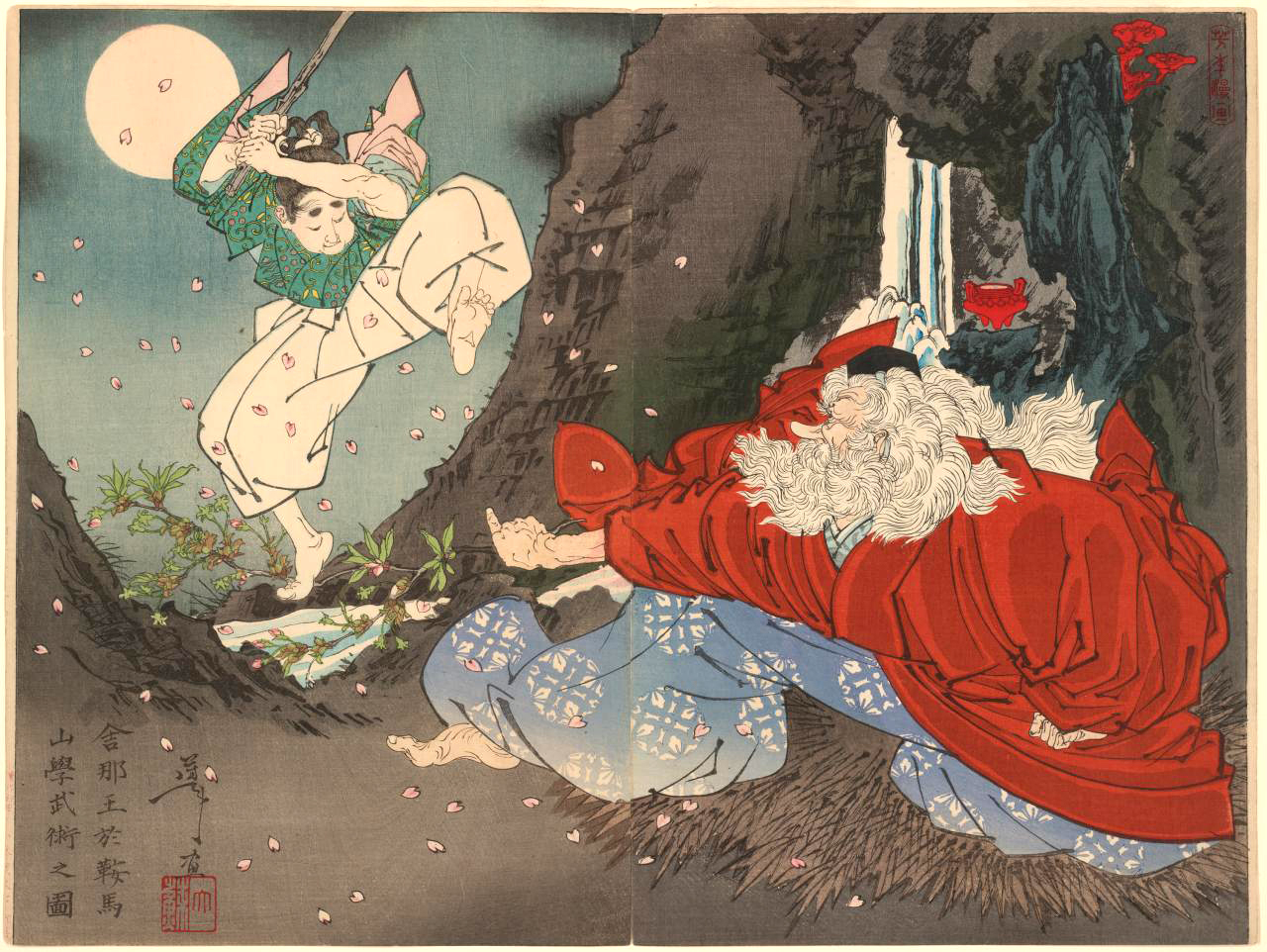
乌天狗与牛若丸（鞍马寺的稚儿）。

平安时代的日本各地，在天台宗与真言宗等日本佛教宗派的大型寺院裏出现了一群帶髮修行的少年行者（多为12岁－18岁），他们是俗家弟子，也被称之为“稚儿”。

## 概論
稚兒當中，皇族及高级贵族的少年子弟进入寺中修行被称之为“上稚儿”；经过甄选被认为是聪明且有前途并入寺修行和照顾资深僧侣的少年被称之为“中稚儿”；而那些卖艺出身的少年被卖入寺院之后就被称之为“下稚儿”。在禅宗里，他们也被称之为“喝食”。稚儿的发型多为垂发或稚儿髷，和平安贵族女性画着同样的妆容（甚至包括涂黑牙齿）。他们穿着极其炫丽的彩色水干，或者干脆是女装。因此在某些场合里，你很难将他们和少女区分开来。
天台宗与真言宗的大型寺庙往往坐落在山区，同时又禁止女性进入，故而这些稚儿就成了“男性社会里的女性存在”。除了上稚儿之外，中稚儿和下稚儿往往会成为高级僧侣的肛交对象。到了中世纪的禅宗寺院，喝食（即“稚儿”）也成为了男同性恋者和少年爱者的发泄对象。特别是在天台宗，有一个特殊的宗教仪式被称之为“稚儿灌顶”，稚儿通过这个仪式后会获得一个“某某丸”的名字。接受过灌顶的稚儿会被视为观音菩萨的一个分身，和菩萨本尊一样具有神圣性。在室町时代成书的《御伽草子》中就记载了日本僧侣与“菩萨化身”的稚儿之间的恋爱，并将这样的稚儿称为“稚儿物”。当然，在当时的社会上也有批评这种风气的思潮。比如在《若气嘲弄物语》里就可以看到这样的记载。 同时在大法会之际，当舞乐、散乐、延年等节目上演时，稚儿们也会成为其他寺院的僧侣所关注的对象。
在许多情况下，稚儿成年之后会选择还俗；但是也有少数稚儿会继续修行，甚至成为寺院的住持。

## 文学作品
稚儿的形象在古代及近代的大多数书籍中都有出现过，其中有关他们的描写大多是神秘、纤细、优美、典雅、可怜、脆弱的。对于稚儿的刻画大多是少女化或唯美化的，也有少数作品反其道而行之以用来嘲讽古代僧侣。通常情况下，对稚儿的描写是和体育会系风格相反的。
- 《今昔物語集》（佚名 著）
- 《宇治拾遗物语》（佚名 著）
- 《徒然草》（吉田兼好 著）
- 《青砥稿花红彩画（日语：青砥稿花紅彩画）》（河竹黙阿弥 著）
- 《二人的稚儿（二人の稚児）》（谷崎润一郎 著）
- 《稚儿（稚児）》（今东光 著）
- 《风中摇曳－弓月与遮那王（風さやぐ―弓月と遮那王）》（小山真弓 著）

## 历史人物
- 源义经（鞍马寺，牛若丸遮那王）

- 辨庆（比叡山→书写山（日语：書写山），鬼若丸）

- 足利直冬（东胜寺（日语：東勝寺 (鎌倉市)）的喝食）

- 桃井直诠（比叡山，幸若丸）——幸若舞（日语：幸若舞）的创始者。

### 文献
- （加藤理 著，庆应通信 出版）
- （黑田日出男 著，河出书房新社 出版，ISBN 978-4309611518）P30～31、44～47、52～55、64～67、75～78、94～95、102
- （三桥顺子 著，讲谈社 出版，现代新书系列，ISBN 978-4062879606）P52～75
- （吉川弘文馆 编撰出版，ISBN 4642014322）P352～353